# Noßbach (Wittgesbach)
Der Noßbach oder Furtgraben ist ein Bach in Bonn, Stadtbezirk Bad Godesberg. Seine Gesamtlänge beträgt 0,79 Kilometer, sein Einzugsbereich umfasst 0,4 Quadratkilometer.

## Verlauf
Der Bach entspringt bei Ließem im Rhein-Sieg-Kreis auf einer Höhe von 159 m ü. NHN. Er durchfließt eine Agrarlandschaft und hat nur eine geringe und unregelmäßige Wasserführung, stellenweise sind kurze Abschnitte verrohrt. Die Lebensgemeinschaften im Gewässer sind daher stark gestört und an Arten verarmt. Der Bach mündet in Bonn bei Vogelkaulerweg/Fourthweg in den dort von Westen kommenden Rhein-Zufluss Wittgesbach.